# Acanthaceae
Acanthaceae је једна од породица биљака која припада реду Lamiales Обухвата око 3500 врста распоређених у око 229 родова, настањених махом у тропском и суптропском појасу (јужна и југоисточна Азија, Африка, Бразил и централна Америка), док мањи број врста расте у Средоземљу и Аустралији. У Европи је присутан само род Acanthus са око 20 врста. С обзиром на то да већина Acanthaceae насељава Неотропско флористичко царство, које обухвата најбогатију и најслабије документовану флору скривеносеменица, очекује се откриће нових врста из ове породице. Тако је, према Index Kewensis, између 1986. и 1995. описана 81 нова врста рода .
Хаплоидни број хромозома x = 7 – 18, 20 – 21 али се бележи и полиплоидија све до 68 хромозома.

## Морфологија

### Хабитус
Биљке које припадају овој породици могу бити вишегодишње зељасте, као и полужбунови и жбунови, ређе дрвеће, а могу бити и лијане. Врсте које припадају родовима Thunbergia и Mendoncia скоро су искључиво пузавице. Пузавице могу имати ваздушне корене. Представници ове породице насељавају мочварна, умерено влажна, као и сува станишта.

### Распоред листова и облик листа
Листови стабла су наспрамни, унакрсно постављени; код неких представника развијају се и доњи листови у розети. Листови су или добро развијени, или знатно редуковани. Листови су једноставни, без залистака, са жлезданим длакама или без њих. Обод је тестераст или цео, нерватура углавном пераста. Домације у форми чуперака јављају се у три рода (Ватсон, 1992). Лист се може завршавати бодљом, по чему је род Acanthus и добио назив (од грчког ακανθος – бодља). 
Мада углавном имају једнобојне зелене листове, неке врсте ове породице имају упадљиво обојене листове, због којих су и култивисане (Hypoestes phyllostachya и Strobilanthes dyerianus).

### Анатомија листова
Епидермис лица може бити са папилама или без њих. Стоме су диацитне, чешће на једној страни, ређе и на лицу и на наличју. Такође су присутне и длаке, које могу бити једноћелијске и вишећелијске, жлездане и нежлездане. И једноћелијске и вишећелијске длаке могу бити разгранате и неразгранате.
Хиподермис наличја је одсутан, ређе присутан. Лиска је дорзовентрална, ретко изобилатерална; нема секреторних шупљина. Главни нерв је изражен, мањи нерви код рода Ruellia са пропусним паренхимским ћелијама у флоему. Мезофил може да садржи кристале калцијум-оксалата који могу бити присутни као појединачни кристали и ређе као рафиди (Ватсон 1992). Цистолити се виде као пруге у лиски, а као траке или испупчења у свим вегетативним деловима биљке.

### Анатомија стабла
У примарној грађи стабла присутни су биколатерални или амфикрибрални проводни снопићи. Проводних снопића у кори нема, а у сржи их нема или су ретко присутни. Ксилем је састављен од трахеида, трахеја и либриформних влакана; дифузно је порозан. Трахеје са јамицама могу бити просте или опшанчене. Примарни сржни зраци су уски. Фелоген настаје дедиференцирањем ћелија субепидермалног ткива или од ткива дубље у кори, близу флоема. Дрвени део стабла нема годове.

### Репродуктивни органи
Цветови су двополни, мало до изразито зигоморфни, четвороделни или петоделни, тетрациклични. Опрашивање може бити ветром или чешће специјализовано као код великих цветова рода Acanthus које опрашују пчеле. Величине цветова су у опсегу од неколико милиметара до десетак центиметара, једнако варијабилних боја и облика. Претпоставља се да је узрок ове разноврсности хетерогеност опрашивача.
Цветови могу бити појединачни или сакупљени у цвасти које могу бити рацемозне или цимозне. Основна цваст је цимозна код 75% родова. Цветови су углавном у дихазијумима, или у монохазијумима на врховима изданака, често кондензоване у пазуху листова. Брактеје и брактеоле су често врло упадљиве (крупне и обојене, као код родова Pachystachys и Megaskepasma). 
Цветна формула породице је {\displaystyle \downarrow K_{(5-3)}\;C_{(5-4)}\;A_{5-2}\;G_{\underline {(2)}}}.
Крунични и чашични листићи су јасно издиференцрани, у два круга. Чашица је изграђена из (3-)4 или 5 листића, распоређених у једном реду, гамосепална, степен гамосепалности 0,5 – 0,9. Круничних листића има четири или пет, у форми усана, а ако је горња усна одсутна има их 3, распоређених у једном кругу, гамопетални (степен гамопеталије 0,5 – 0,75). Код врста рода Acanthus и њему сродних, горња усна крунице је расечена скоро до основе. Горња усна је из два режња, а доња из три; режњеви у доњој усни могу бити потпуно срасли, тада горње усне нема.
Прашника има два или четири (пет). Андрецеум се ретко састоји само од фертилних прашника (такав је случај код представника рода Pentstemonacanthus), чешће поред фертилних прашника има и стаминодије. Када су присутне, стаминодија има од једне до три, које замењују средњи задњи прашник, антерио-латерални пар (најчешћи случај) или постерио-латерални пар (само код рода Brillantaisia).
Прашници се могу налазити крај базе круничне цеви, на средини круничне цеви или у устима круничне цеви, и код око 75% родова су дидинамични. Филаменти прашника срасли су са круничном цеви, сви су једнаки или значајно различити, слободни или међусобно срасли. Када су међусобно срасли, срастају по паровима, а пети је слободан и спиралан.
Антере су раздвојене или се додирују, причвршћене са задње стране (често са једним редукованим режњем), ослобађају поленова зрна пуцањем по уздужним прорезима и носе једну или две поленове кесице. Ендотецијум често развија фиброзна задебљања (нема их код родова Justicia, Ruellia и Barleria). Епидермис антера је трајан. Зид антера је у почетку са једним средњим слојем „дикот“-типа.
Полен се ослобађа појединачно. Поленова зрна имају од два до осам отвора, и врло ретко се јављају без отвора.
Гинецеум је грађен од две карпеле, синкарпан, натцветан. Плодник је билокуларан, седећи. Стубић један са два неједнака режња, широко клинаст из плодника, апикалан, обично много дужи од плодника. Постоје два жига сувог типа, без папила. Плацентација се дешава у два реда дуж осе плодника, семених заметака је од два до педесет по локусу, са арилусом или без њега, и са по једним интегументумом.
Плод је сува, еластично пуцајућа чаура која се отвара по окцима. Семена се налазе на карактеристичној кукастој структури званој ретинакула (лигнификовани дериват фуникулуса). Ова структура је синапоморфна карактеристика потпородице Acanthoideae – међу 4000 врста ове потпородице плодови варирају у величини и броју семена, али су, осим тога, изванредно хомогени. Ретинакула највероватније служи да при пуцању чауре одбаци семе што даље од матичне биљке.
Семена немају ендосперм, могу бити како упадљиво длакава тако и без длака, са амилоидима или без њих. Семењача је некад прекривена длакама или љуспама које постају лепљиве када су влажне. Клица је добро диференцирана, ахлорофилна, велика. Два котиледона су планоконвексна или наборана. Полиембрионија је забележена и честа.

## Таксономија
Према Germplasm Resources Information Network (GRIN) породица Acanthaceae обухвата 246 родова. Највећи родови су Justicia (који сада укључује и некада посебне родове Jacobinia Nees ex Moric и Beloperone Nees) са око 600 врста, Strobilanthes Blume (250), Barleria (230), Aphelandra R. Br. (200), Thunbergia (90), Dicliptera Juss. (150), Hypoestes Sol. ex R.Br. (50), Blepharis Juss. (80), Dyschoriste Nees in Wall. (65), Lepidagathis Willd. (100) и Hygrophila R. Br. (25).
| - (матруна) - (некад укључен у ) - (некад укључен у ) - (некад укључен у ) - (некад укључен у ) - (некад укључен у ) - (некад укључен у ) - (некад укључен у ) - (често укључен у ) - (некад укључен у ) - (некад укључен у ) | - (некад укључен у ) - (некад укључен у ) - (некад укључен у ) - (некад укључен у ) - (некад укључен у ) - (некад укључен у ) - (некад укључен у ) - такође смештена и у сопствену породицу ( 2007 ) - (често укључен у ) |